# William Fichtner

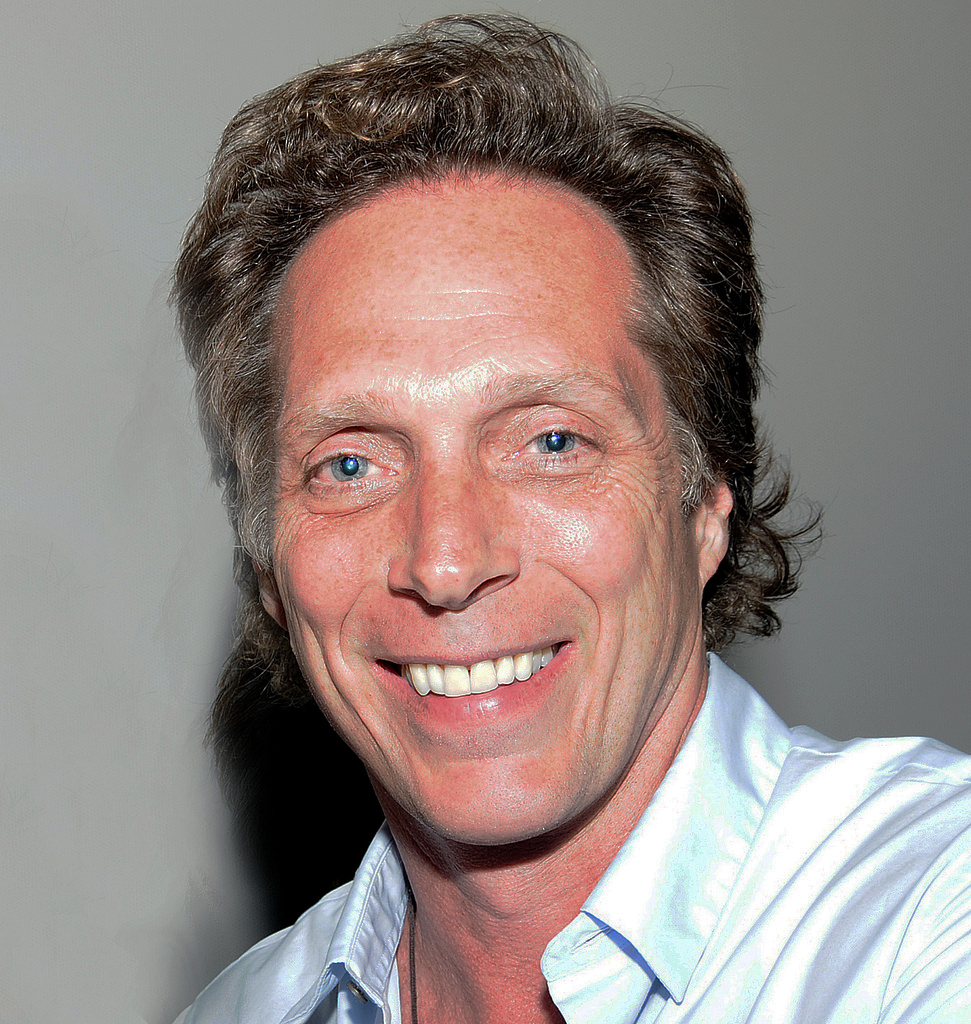
William Fichtner (2011)

William Edward „Bill“ Fichtner, Jr. (* 27. November 1956 in Hempstead, New York) ist ein US-amerikanischer Schauspieler.

## Leben
Der auf der Mitchel Air Force Base in East Garden City geborene Fichtner entstammt einer Familie mit deutschen Wurzeln. Nach seiner Schulzeit, die er 1974 an der Maryvale High School in Cheektowaga beendete, absolvierte er eine Ausbildung zum Kriminalisten. Da er jedoch nicht als Polizist arbeiten wollte, zog er anschließend nach New York City und belegte dort Schauspielkurse an der American Academy of Dramatic Arts.
Nach seiner Schauspielausbildung wurde er ein Mitglied am Circle Repertory Theater, wo er für seine schauspielerische Leistung in The Fiery Furnace unter der Regie von Norman Rene viel Kritikerlob erntete. Weitere Theaterengagements hatte er in Raft of the Medusa am Minetta Lane Theater, in The Years am Manhattan Theater Club, in Clothes for a Summer Hotel auf dem bekannten Williamstown Theater Festival und in Machinal am Joseph Papp’s Public Theater.
Seinen ersten Fernsehauftritt hatte er dann in der US-amerikanischen Fernsehserie As The World Turns, in welcher er zwischen 1987 und 1993 die Rolle des Josh Snyder spielte. Nach sehr kleinen Nebenrollen in den Filmen Ramona! und Quiz Show wurde er von Regisseur Steven Soderbergh für eine größere Rolle in dem Film Die Kehrseite der Medaille besetzt. Mit seiner Beteiligung an Strange Days von Kathryn Bigelow und Heat von Michael Mann etablierte er sich endgültig als ernstzunehmender Charakter-Darsteller. Es folgten Rollen in der Verfilmung des Romans Contact von Carl Sagan und dem Film Der Sturm unter der Regie von Wolfgang Petersen.
Nach seiner Beteiligung an den Bruckheimer-Produktionen Armageddon – Das jüngste Gericht, Pearl Harbor und Black Hawk Down wandte sich Fichtner in den 2000er Jahren verstärkt Fernsehserien zu und nahm auch kleinere Rollen an. Einem großen Publikum ist William Fichtner als Agent Alexander Mahone aus der Fernsehserie Prison Break bekannt.

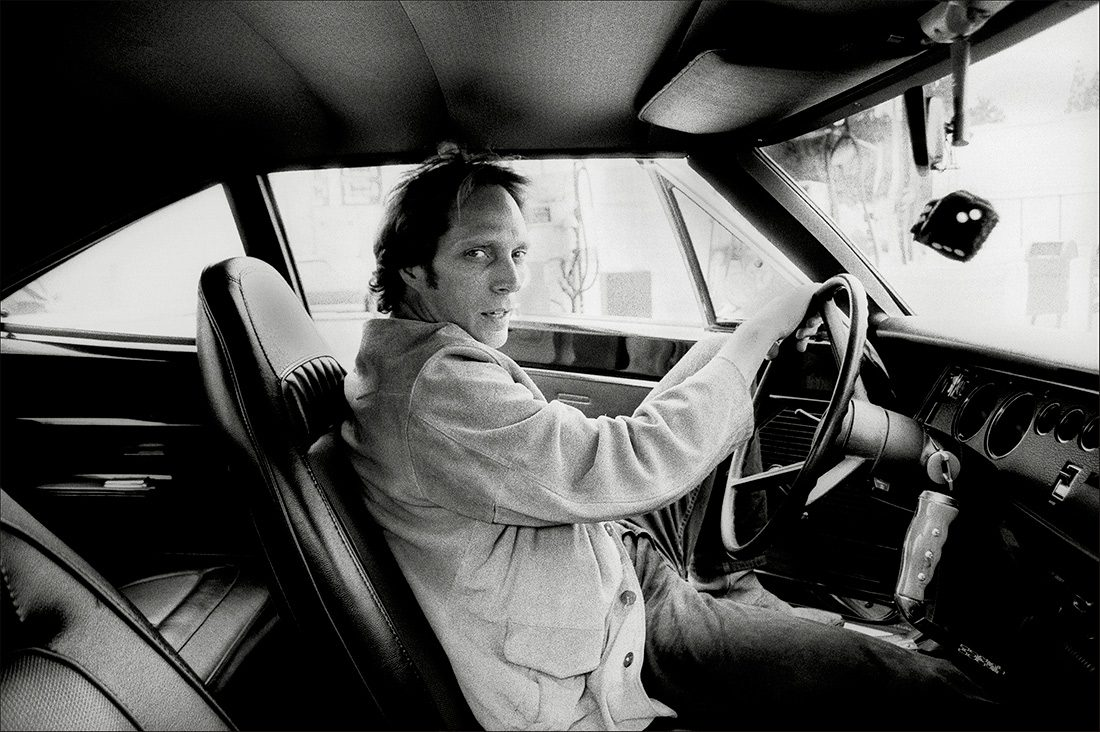
William Fichtner (ca. 2003)

Unter dem Namen Bill Fichtner lieh er seine Stimme der Spielfigur Ken Rosenberg für die Computerspiele Grand Theft Auto: Vice City und Grand Theft Auto: San Andreas. Bereits 1997 hatte er bei dem Spiel Wing Commander: Prophecy eine Rolle übernommen. Außerdem wurde er auch in Call of Duty: Modern Warfare 3 als Master Sergeant Sandman virtualisiert.
Von 2013 bis 2014 spielte Fichtner in der international koproduzierten Action-Krimiserie Crossing Lines einen im Einsatz verwundeten New Yorker Cop, der in einer Eliteeinheit zur Aufklärung grenzübergreifender Serienverbrechen eine zweite Chance erhält. In den Jahren 2016 bis 2021 zählte er mit seiner Rolle als Adam in der US-Sitcom Mom zur Hauptbesetzung. Sein Schaffen für Film und Fernsehen umfasst mehr als 90 Produktionen.
Fichtner ist zum zweiten Mal verheiratet. Aus seiner ersten, im Jahr 1996 geschiedenen Ehe mit Betsy Aidem hat er einen Sohn. Seit 1998 ist er mit Kymberly Kalil Fichtner verheiratet, mit der er einen weiteren Sohn hat.
Seit dem Jahr 2003 ist Fichtner Botschafter der amerikanischen Multiple-Sklerose-Gesellschaft. Im Jahr 2011 gewann er das Toyota Pro/Celebrity Race in Long Beach (Kalifornien), ein Wohltätigkeits-Autorennen zugunsten der Organisation Racing for Kids.

## Filmografie (Auswahl)
- 1987–1993: Jung und Leidenschaftlich – Wie das Leben so spielt (As the World Turns, Fernsehserie)
- 1989: Baywatch – Die Rettungsschwimmer von Malibu (Baywatch, Fernsehserie, Folge 1x08)
- 1991: Ramona!
- 1994: Quiz Show
- 1994–1995: Grace (Grace Under Fire, Fernsehserie, 8 Folgen)
- 1995: Heat
- 1995: Strange Days
- 1995: Die Kehrseite der Medaille (Underneath)
- 1995: Virtuosity
- 1996: Albino Alligator
- 1997: Switchback – Gnadenlose Flucht (Switchback)
- 1997: Contact
- 1998: Armageddon – Das jüngste Gericht (Armageddon)
- 1999: Go
- 2000: Der Sturm (The Perfect Storm)
- 2000: Tiefe der Sehnsucht (Passion of Mind)
- 2000: Der Fall Mona (Drowning Mona)
- 2000: Endsville
- 2001: Black Hawk Down
- 2001: Schlimmer geht’s immer! (What’s the Worst That Could Happen?)
- 2001: Pearl Harbor
- 2002: Equilibrium
- 2002: MDs (Fernsehserie, 10 Folgen)
- 2004: The West Wing – Im Zentrum der Macht (The West Wing, Fernsehserie, 1 Folge)
- 2004: L.A. Crash (Crash)
- 2005: Spiel ohne Regeln (The Longest Yard)
- 2005: Dirty Movie (The Moguls)
- 2005: Empire Falls – Schicksal einer Stadt (Empire Falls, Fernsehfilm)
- 2005: Nine Lives
- 2005: Mr. & Mrs. Smith (Stimme für Eheberater Dr. Wexler)
- 2005: Glück in kleinen Dosen (The Chumscrubber)
- 2005–2006: Invasion (Fernsehserie, 22 Folgen)
- 2006: First Snow
- 2006: Ultraviolet
- 2006–2009: Prison Break (Fernsehserie, 59 Folgen)
- 2007: Die Eisprinzen (Blades of Glory)
- 2008: The Dark Knight
- 2009: Prison Break – The Final Break (Fernsehfilm)
- 2009–2011: Entourage (Fernsehserie, 13 Folgen)
- 2010: Forehead Tittaes (Kurzfilm)
- 2010: Date Night – Gangster für eine Nacht (Date Night)
- 2011: The Big Bang
- 2011: Drive Angry
- 2011: She, Who Excels in Solitude (Kurzfilm)
- 2012: Code Name: Geronimo (Seal Team Six: The Raid on Osama Bin Laden)
- 2012: Wrong
- 2013: Lone Ranger (The Lone Ranger)
- 2013: Elysium
- 2013: Phantom
- 2013–2014: Crossing Lines (Fernsehserie, 22 Folgen)
- 2014: Teenage Mutant Ninja Turtles
- 2016: Independence Day: Wiederkehr (Independence Day: Resurgence)
- 2016: Shooter (Fernsehserie, eine Folge)
- 2016–2021: Mom (Fernsehserie)
- 2017: Der Nachbar (The Neighbor)
- 2018: Operation: 12 Strong (12 Strong)
- 2018: Traffik
- 2018: O.G.
- 2018: Cold Brook
- 2018: Armed
- 2018: All the Devil’s Men
- 2019: Finding Steve McQueen
- 2019: Josie & Jack
- 2021: The Birthday Cake
- 2021: The Space Between – Im Rausch der Musik (The Space Between)
- 2022: 88
- 2023: Hypnotic
- 2023: The Company You Keep (Fernsehserie)
- 2024: French Girl – Ein Tisch für Drei (French Girl)